# Indywidualne Mistrzostwa Wielkiej Brytanii na Żużlu 2010

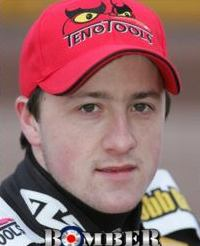
Chris Harris - mistrz Wielkiej Brytanii 2010

Indywidualne mistrzostwa Wielkiej Brytanii na żużlu – cykl turniejów żużlowych mających wyłonić najlepszych żużlowców brytyjskich w sezonie 2010. W finale, który odbył się 14 czerwca 2010 r. na stadionie w Wolverhampton, zwyciężył Chris Harris z Coventry Bees.

## Finał
| Msc. | Zawodnik          | Klub                 | Pkt |                             |  |
| ---- | ----------------- | -------------------- | --- | --------------------------- |  |
| 1    | Chris Harris      | Coventry Bees        | 12  | (3,3,3,w,3) + 1 m. w finale |  |
| 2    | Scott Nicholls    | Ipswich Witches      | 14  | (2,3,3,3,3) + 2 m. w finale |  |
| 3    | Ben Barker        | Coventry Bees        | 12  | (3,3,0,3,3) + 3 m. w finale |  |
| 4    | Daniel King       | Ipswich Witches      | 11  | (3,3,2,2,1) + 4 m. w finale |  |
| 5    | Edward Kennett    | Coventry Bees        | 11  | (3,1,3,1,3) + 3 m. w barażu |  |
| 6    | Stuart Robson     | The Lakeside Hammers | 9   | (1,2,2,2,2) + 4 m. w barażu |  |
| 7    | Lewis Bridger     | Coventry Bees        | 7   | (1,1,2,3,w)                 |  |
| 8    | Oliver Allen      | Ipswich Witches      | 7   | (u,1,2,2,2)                 |  |
| 9    | Simon Stead       | Swindon Robins       | 7   | (2,2,u,1,2)                 |  |
| 10   | James Wright      | Belle Vue Aces       | 7   | (2,1,1,1,2)                 |  |
| 11   | Jason King        | Newcastle Diamonds   | 6   | (1,2,3,0,0)                 |  |
| 12   | Leigh Lanham      | Belle Vue Aces       | 6   | (2,2,1,0,1)                 |  |
| 13   | Jordan Frampton   | Rye House Rockets    | 4   | (0,w,0,3,1)                 |  |
| 14   | Paul Clews        | Berwick Bandits      | 3   | (0,0,1,2,0)                 |  |
| 15   | Andrew Tully      | Edinburgh Monarchs   | 3   | (1,t,u,1,1)                 |  |
| 16   | Chris Schramm     | Workington Comets    | 1   | (d,w,1,0,0)                 |  |
|      | rez. Richard Hall | Sheffield Tigers     | 0   | (0)                         |  |